# Лена (Ілішевський район)
Ле́на (рос. Лена, башк. Лена) — присілок (у минулому селище) у складі Ілішевського району Башкортостану, Росія. Входить до складу Сюльтінської сільської ради.
Населення — 25 осіб (2010; 29 у 2002).
Національний склад:
- башкири — 97 %